# Mreža (1995.)
Mreža (The Net) je američki film iz 1995. godine redatelja Irwina Winklera, sa Sandrom Bullock u glavnoj ulozi. Priča se temelji na općem strahu od Big Brothera u SAD-u. Usljedila je i istoimena serija kratka vijeka. 
Film je s uloženih 22 milijuna dolara zaradio oko 50 milijuna.